# Штап (оружје)
Штап је енглеско средњовековно оружје, које је у ствари био дугачки штап направљен од чврстог дрвета, неки примери су имали и метална ојачања на врху.
Штап се могао направити од великог броја дрвећа, а најчешће од јасена, храста, лешника и од глога. Могао је имати металне шиљке на једном или на оба краја. Дужина штапа је варирала, углавном је износила од 1,8 до 2,7 метара, мада су постојали и баш дугачки од 3,6 до 5,4 m. Ово оружје је временом постајало све краће и све лакше. Штап се доста користио у Викторијанском добу, у ово време штап је најчешће прављен од бамбуса, у ово доба штап се доста користио и у спортским надметањима.
За штап може да се каже да је дугачка дворучна батина. Коришћен је и за туп ударац али и за пробадање (у случају када је имао металне шиљке ). Са њим се могао блокирати ударац, пробадати (у случају када је имао металне шиљке), ударити и гурати.
Штап је оружје које се веома лако производи, има дугу историју употребе и велику културну распрострањеност. Штап је традиционално оружје многих азијских борилачких вештина. Штап је било често оружје у Енглеској, у чувеној причи о Робину Худу штап је било омиљено оружје Малог Џона.